# ISO 3166-2:SH
ISO 3166-2:SHはISOの3166-2規格のうち、SHで始まるものである。イギリス領のセントヘレナ・アセンションおよびトリスタンダクーニャの行政区分コードを意味する。セントヘレナ・アセンションおよびトリスタンダクーニャはISO 3166-1(ISO 3166-1 alpha-2)で、SHを国コードとして割り振られている。

## コード
| コード | 地名                 | 英語表記         |
| ------ | -------------------- | ---------------- |
| SH-AC  | アセンション島       | Ascension        |
| SH-HL  | セントヘレナ         | Saint Helena     |
| SH-TA  | トリスタンダクーニャ | Tristan da Cunha |